# Lukas Wasmeier
Lukas Wasmeier (6 ottobre 1994) è un ex sciatore alpino tedesco.

## Biografia
Attivo in gare FIS dal dicembre del 2009, in Coppa Europa Wasmeier ha esordito il 3 dicembre 2016 a Gällivare in slalom gigante (42º), ha ottenuto il miglior piazzamento il 9 dicembre 2017 a Trysil nella medesima specialità (9º) e ha preso per l'ultima volta il via il 20 febbraio 2020 a Jasná ancora in slalom gigante (50º); si è ritirato al termine della stagione 2021-2021 e la sua ultima gara è stata lo slalom speciale dei Campionati tedeschi 2021, disputato il 28 marzo a Götschen. Non ha debuttato in Coppa del Mondo e non ha preso parte a rassegne olimpiche o iridate.

## Palmarès

### Mondiali juniores
- 1 medaglia:
  - 1 bronzo (gara a squadre a Hafjell 2015)

### Coppa Europa
- Miglior piazzamento in classifica generale: 123º nel 2018

### Far East Cup
- Miglior piazzamento in classifica generale: 16º nel 2020
- 1 podio:
  - 1 secondo posto

### Campionati tedeschi
- 1 medaglia:
  - 1 bronzo (combinata nel 2019)